# La hechicera (ópera)
La hechicera (en ruso: Чародейка / Charodeyka) es una ópera en cuatro actos, con música de Piotr Ilich Chaikovski y libreto en ruso de Ippolit Shpazhinski, usando su drama homónimo. Se estrenó el 11 de noviembre [antigua datación: 20 de octubre] de 1887 en el Teatro Mariinski de San Petersburgo.

## Historia
La ópera fue compuesta entre septiembre de 1885 y mayo de 1887 en Maidanovo, Rusia y se estrenó en San Petersburgo el 11 de noviembre [antigua datación: 20 de octubre]de 1887 en el Teatro Mariinski dirigida por el compositor y con dirección escénica de Osip Palechek (Josef Paleček), escenarios diseñados por Mijaíl Bocharov; y vestuario de E. Ponomariov.
Otras representaciones destacadas fueron el estreno en Moscú en el Teatro Bolshoi en 1890, seguida por otras dos en esa ciudad en 1900 y 1913. 
Esta ópera rara vez se representa en la actualidad; en las estadísticas de Operabase no aparece entre las óperas representadas en el período 2005-2010.

## Personajes
| Personaje                                                                                                   | Tesitura          | Reparto del estreno, San Petersburgo 11 de noviembre [Antigua datación, 20 de octubre] 1887 Director: el compositor) |
| --- | ----------------- | --- |
| Príncipe Nikita Kurlyatev, el delegado del gran príncipe en Nizhni Nóvgorod                                 | barítono          | Iván Melnikov |
| Princesa Yevpraksiya Romanovna, su esposa                                                                   | mezzosoprano      | Mariya Slavina |
| Príncipe Yuriy, su hijo                                                                                     | tenor             | Mijaíl Vasilyev |
| Mamïrov, un viejo diácono                                                                                   | bajo              | Fiódor Stravinski |
| Nenila, su hermana, una dama de compañía de la princesa                                                     | mezzosoprano      | |
| Iván Zhuran, valet del príncipe                                                                             | bajo-barítono     | |
| Nastasya, apodada "Kuma", guardiana de una taberna junto al camino en el cruce del río Oka, una mujer joven | soprano           | Emilia Pavlovskaya                                                                                                   |
| Foka, su tío                                                                                                | barítono          | |
| Polya, su amiga                                                                                             | soprano           | |
| Balakin, un huésped de Nizhni Nóvgorod                                                                      | tenor             | |
| Potap, un comerciante huésped                                                                               | bajo-barítono     | |
| Lukash, comerciante huésped                                                                                 | tenor             | |
| Kichiga, un boxeador                                                                                        | bajo              | |
| Payísy, un vagabundo disfrazado de monje                                                                    | tenor de carácter | |
| Kudma, un hechicero                                                                                         | barítono          | |
| Coro, papeles mudos: Doncellas, huéspedes, oficiales de policía, siervos, cazadores, skomoroji, pueblo      |                   | |